# Ulica Wrocławska w Bytomiu
Ulica Wrocławska w Bytomiu – jedna z ulic w bytomskich dzielnicach Śródmieście i Karb, posiadająca równoleżnikowy przebieg i długość około trzech kilometrów. Łączy drogę krajową nr 11 z drogą krajową nr 94 (której jest częścią). Wzdłuż drogi biegną tory tramwajowe.
W styczniu 1990 zakończono budowę pętli tramwajowej przy ul. Wrocławskiej.

## Obiekty i instytucje
Przy ulicy znajdują się następujące historyczne obiekty:
- park miejski im. Franciszka Kachla, położony pomiędzy ul. Tarnogórską, ul. Wrocławską i ul. Olimpijską, założony w 1840 jako park krajobrazowy na obszarze 43 hektarów, wpisany do rejestru zabytków 19 maja 1992 (nr rej.: A/1465/92, granice ochrony obejmują teren w ramach działek);
- willa mieszkalna z budynkiem gospodarczym (ul. Wrocławska 58), wzniesiona w latach 1900–1902 według projektu budowniczego Johana Utlera w stylu eklektyzmu z elementami secesji; w 1913 budynek gospodarczy rozbudowano (na parterze garaż, nadbudowano mieszkalne piętro); w 1930 nastąpiła dalsza rozbudowa; obiekty wpisano do rejestru zabytków 27 października 1992 (nr rej.: A/1502/92, granice ochrony obejmują oba budynki wraz z najbliższym otoczeniem w ramach działek);
- zespół zabudowy więzienia, obecnie Aresztu Śledczego, przy ul. Wrocławskiej 4, wzniesiony w latach 1858–1862 w stylu neorenesansu, położony na działce ewidencyjnej nr 162/1 (obręb 0002 Bytom, gm. m. pow. Bytom)[4] (nr rej. A/666/2020 z 2 lipca 2020), składający się z:
  - budynku administracyjnego,
  - budynku szpitalnego,
  - pawilonu penitencjarnego,
  - budynku magazynowego,
  - ceglanego muru więzienia.

Przy ul. Wrocławskiej swoją siedzibę mają: firmy i przedsiębiorstwa handlowo-usługowe, kancelarie adwokackie, Zespół Policealnych Szkół Medyczno-Społecznych, Urząd Skarbowy (ul. Wrocławska 92), Straż Miejska i Pogotowie Ciepłownicze (ul. Wrocławska 122). Ulicą kursują autobusy ZTM.

## Galeria

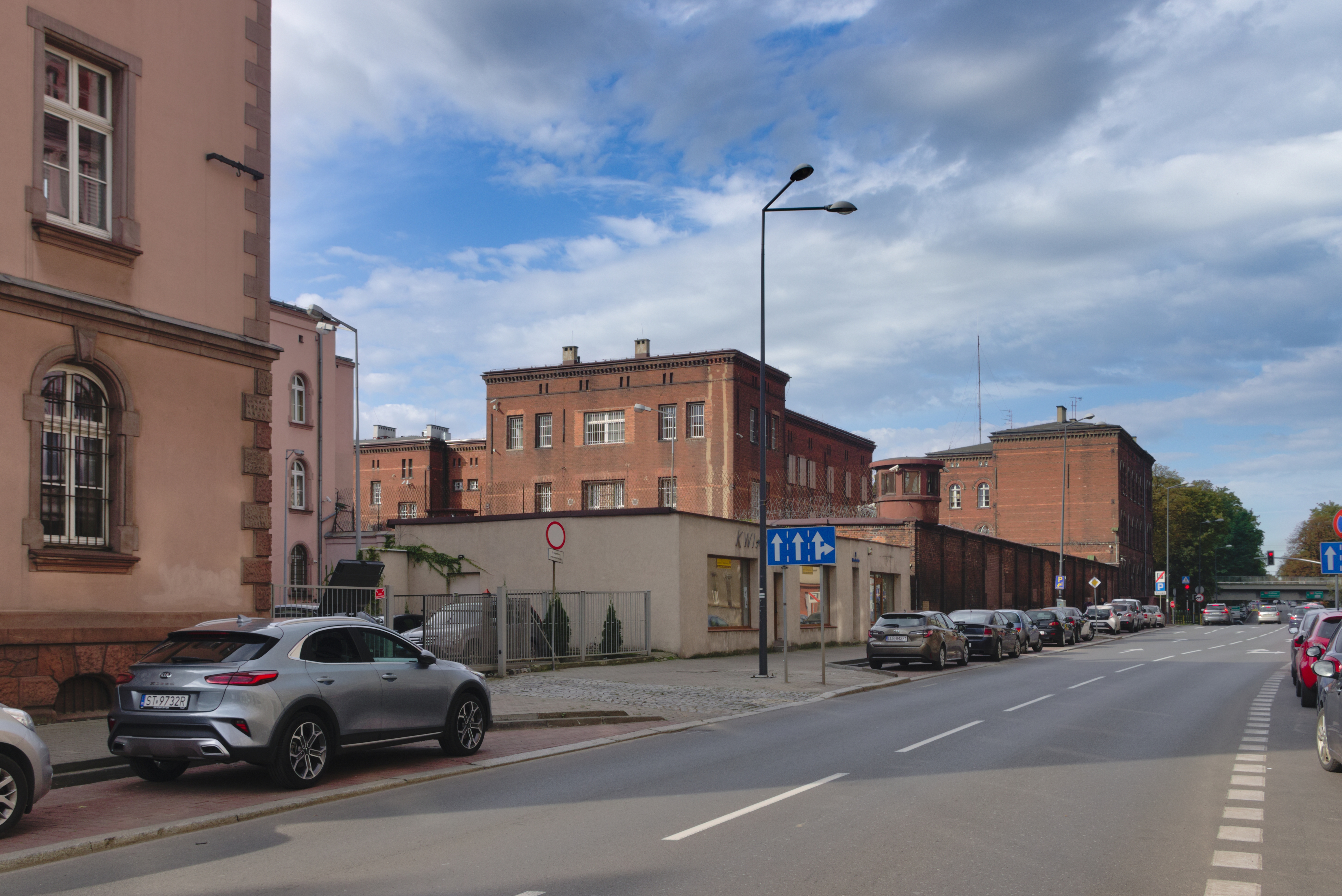
Zespół zabudowy więzienia pod numerem 4 (2020)
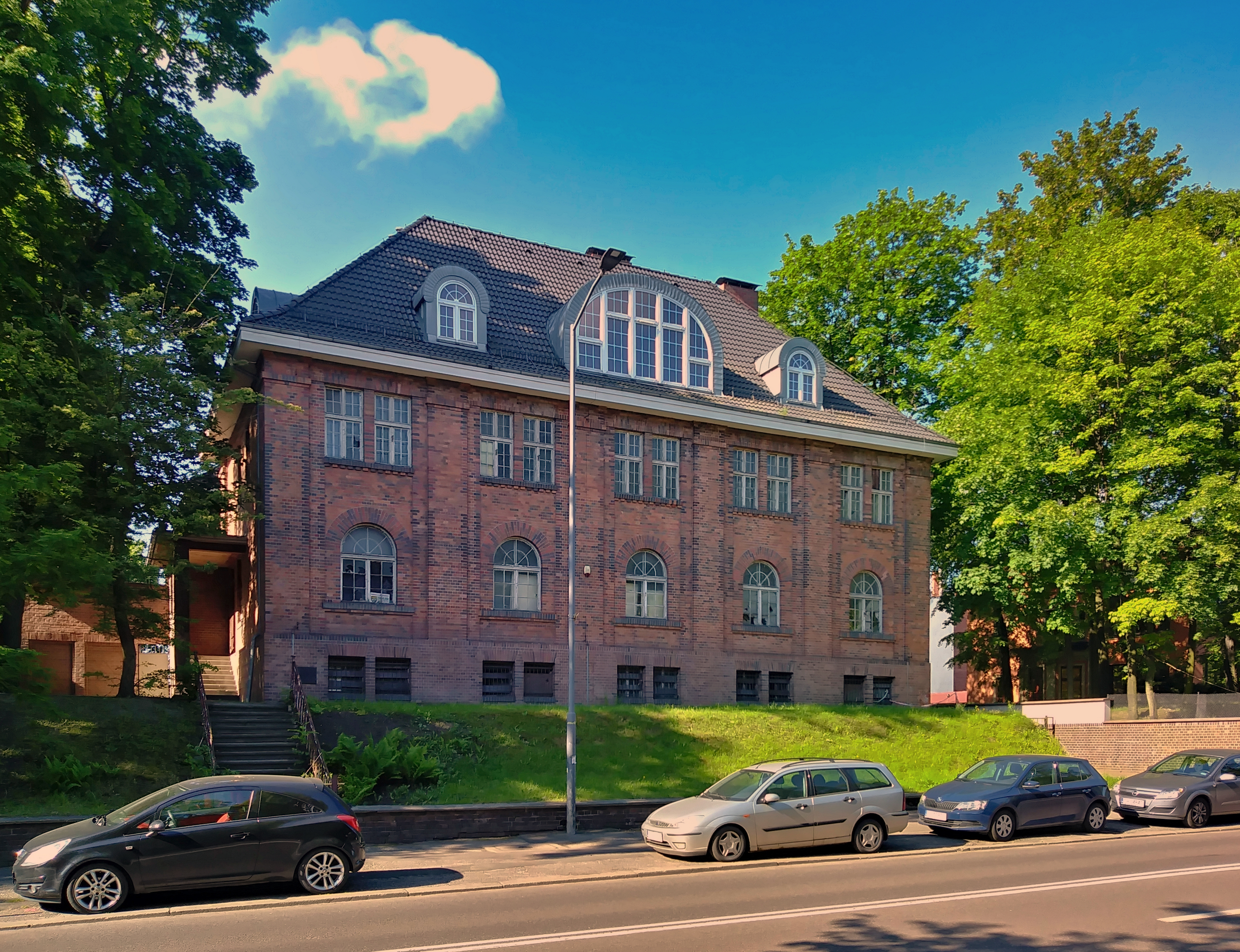
Willa pod numerem 6, tzw. Villa Danielsen (2020)
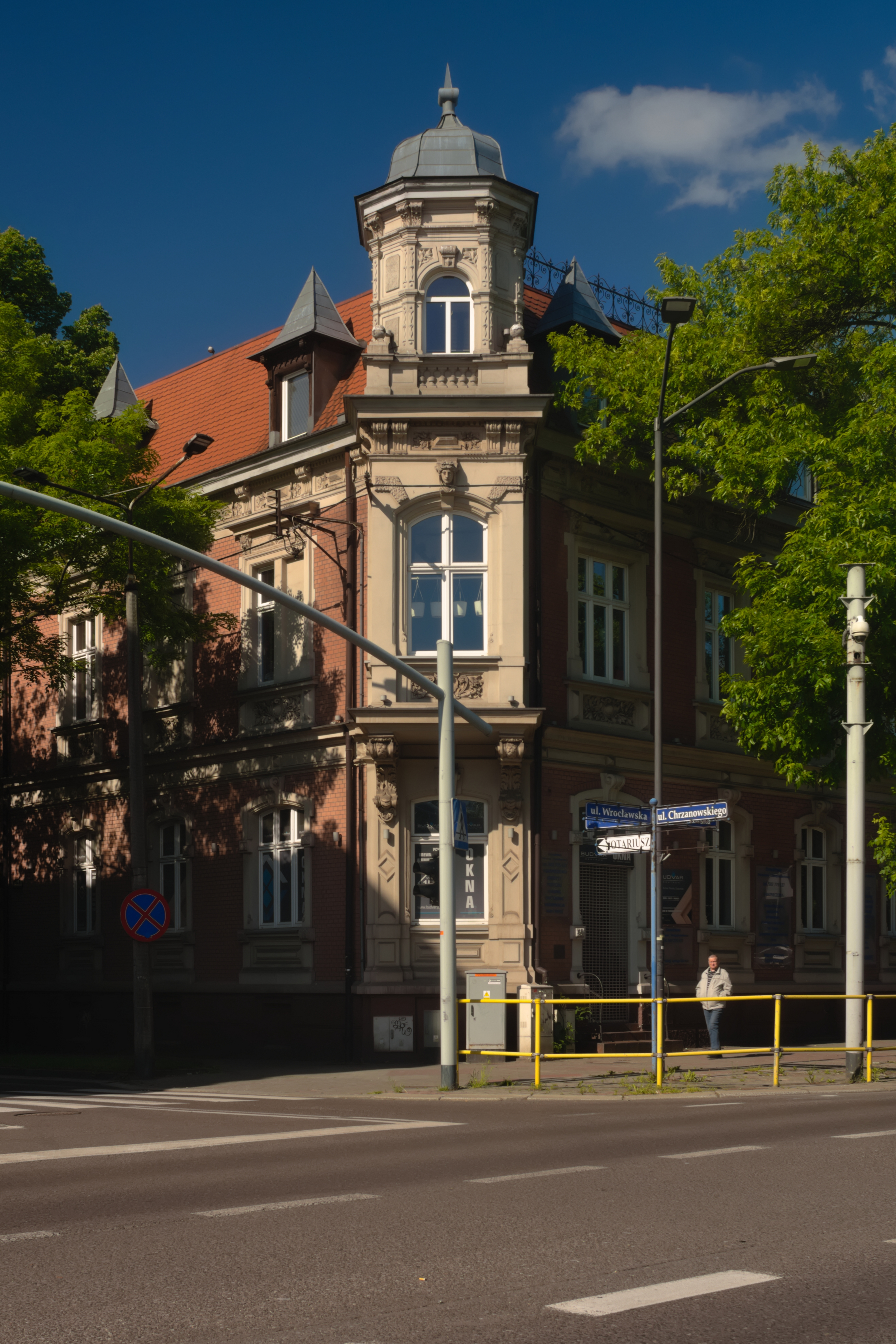
Kamienica pod numerem 14 (2020)
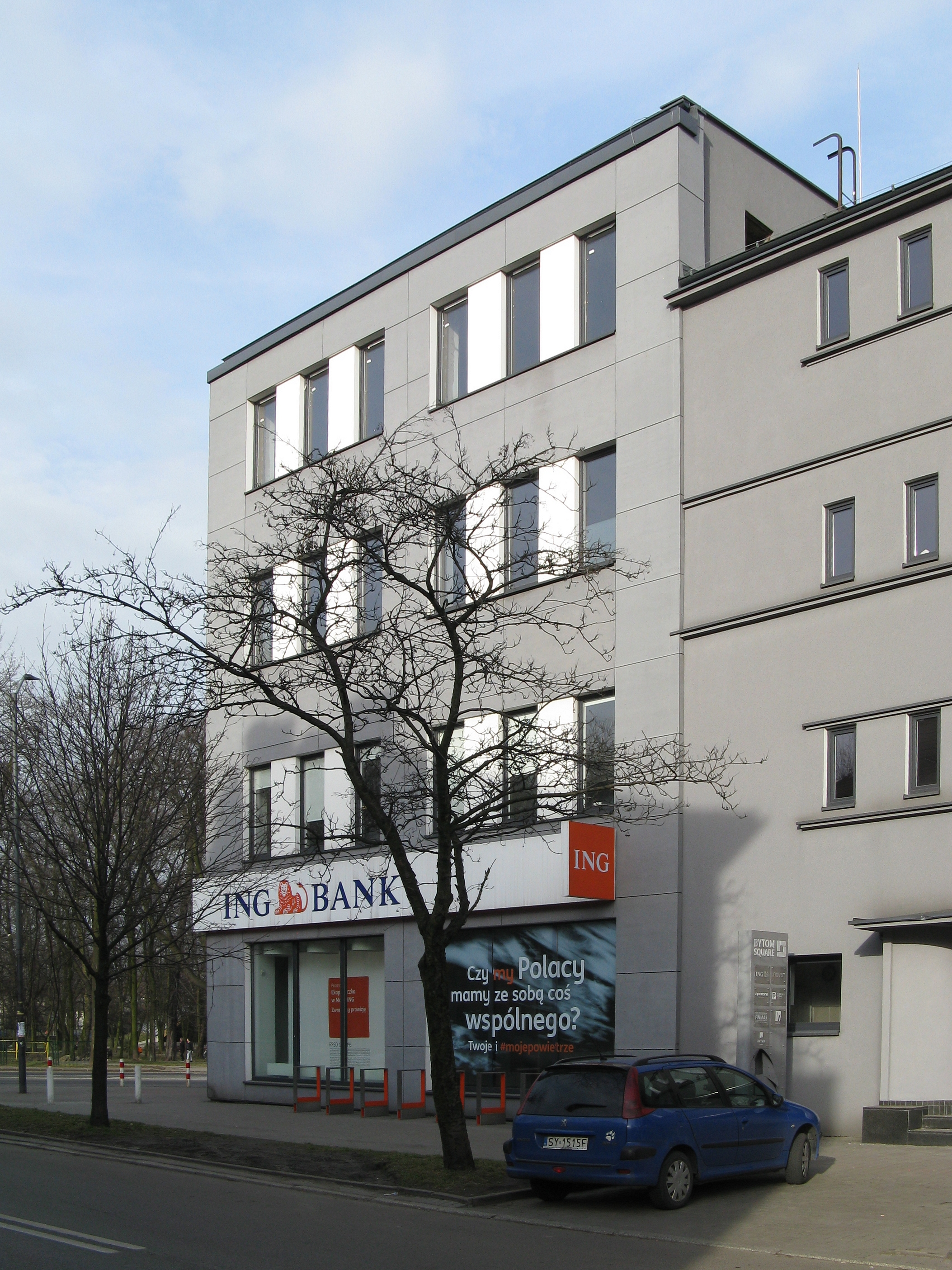
Budynek Zakładów Odzieżowych Bytom pod numerem 32 (2018)
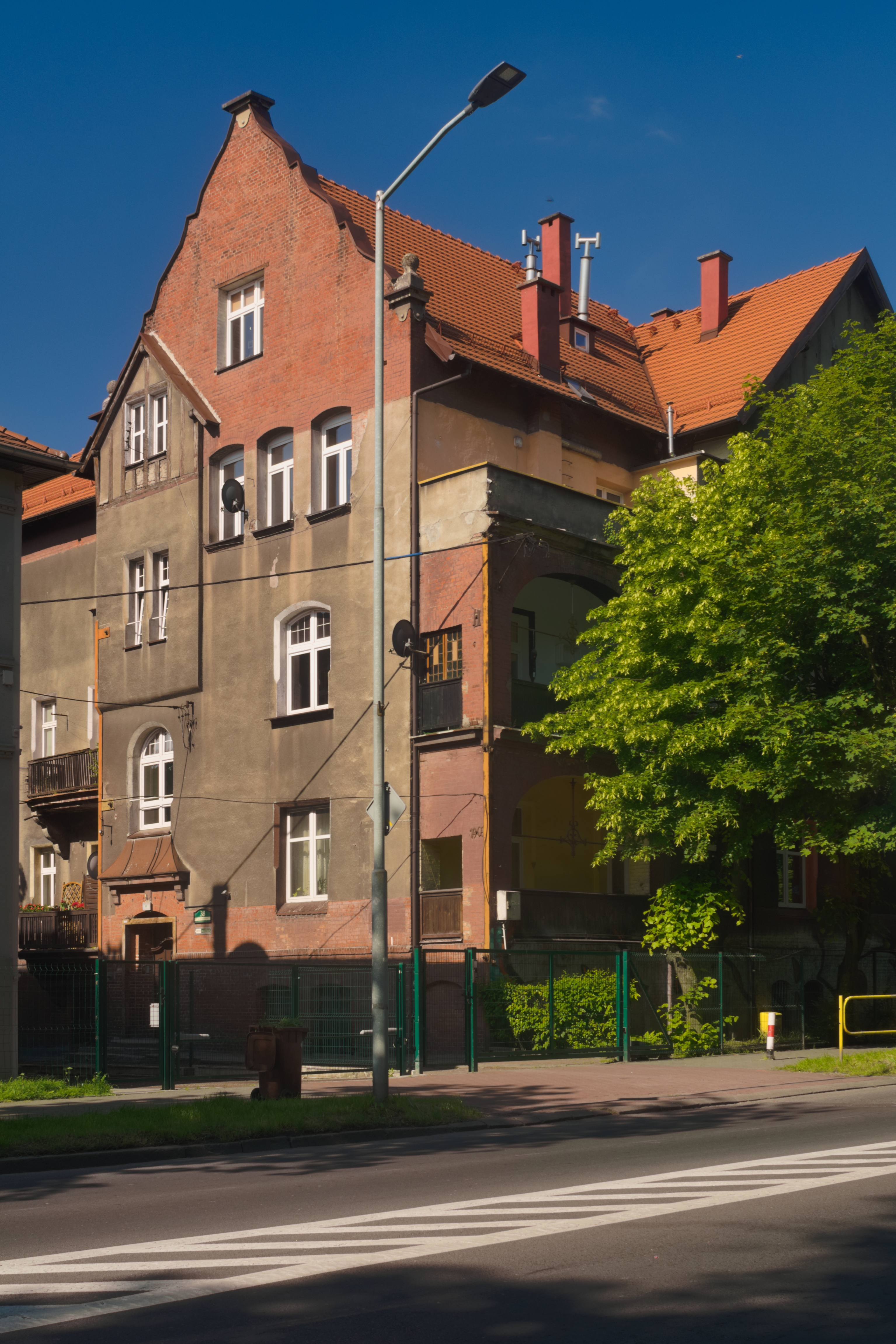
Kamienica pod numerem 38 (2020)
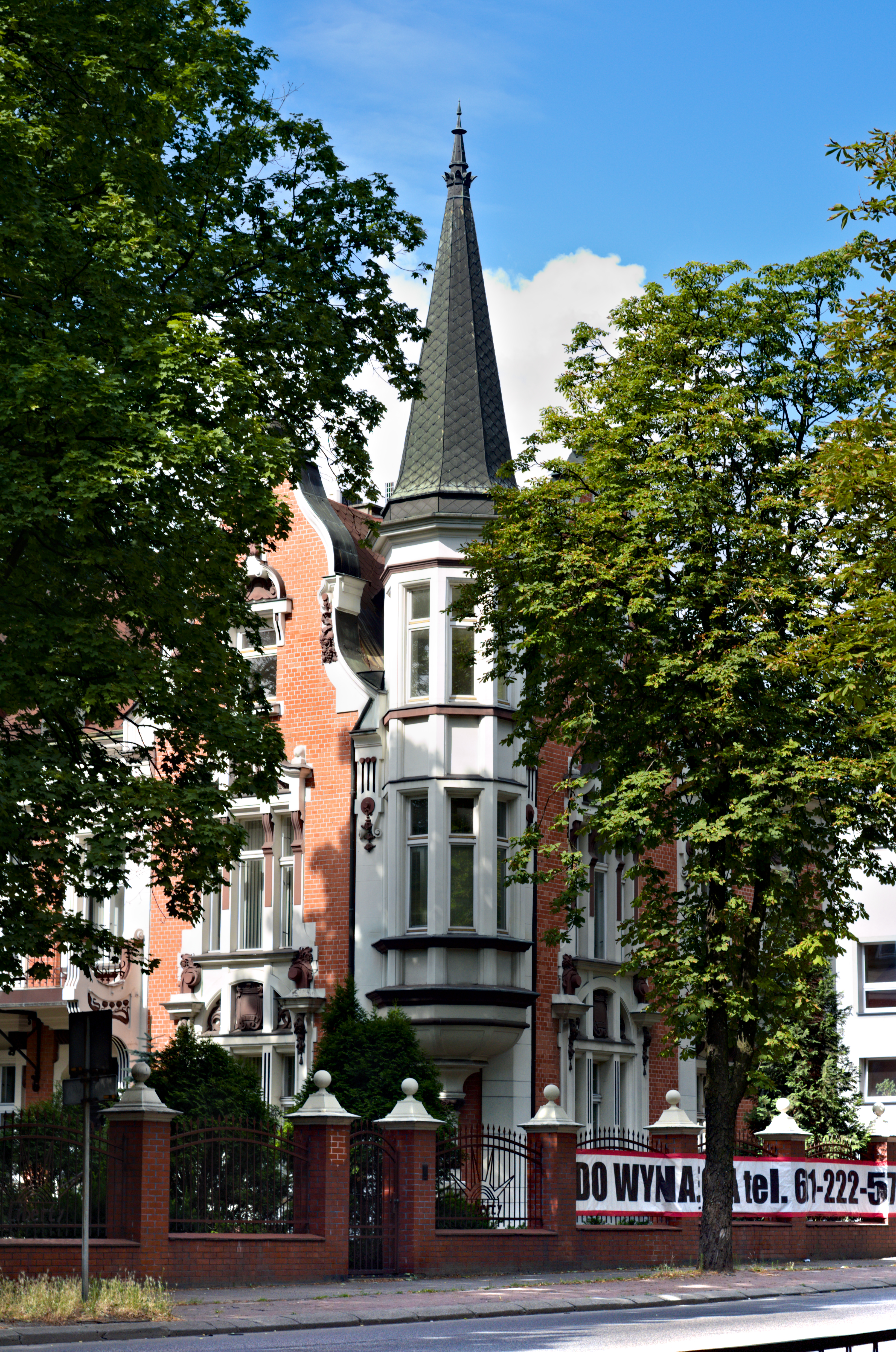
Willa pod numerem 58 (2019)